# Деніел Трантер
Деніел Трантер (англ. Daniel Tranter, 11 січня 1992) — австралійський плавець.
Учасник Олімпійських Ігор 2012 року.